# Carlota Dudek
Carlota Dudek (nom de scène B-girl Señorita Carlota), née le 11 mai 2002 à Pertuis, est une pratiquante française de breakdance.

## Biographie
Carlota Dudek est née à Pertuis dans le Vaucluse. Elle découvre le breakdance à l'âge de 6 ans lors d'une intervention scolaire à la pause méridienne et fait la rencontre de Nahim Sassi, celui qui deviendra ensuite son coach et qui est entraîneur du club Break2Mars à Marseille. En 2015, Elle devient championne de France dans la catégorie des moins de 15 ans. En 2018, elle participe aux Jeux olympiques de la jeunesse à Buenos Aires en Argentine et termine en 5e position. En 2019, elle devient championne de France. En 2021, elle participe aux Championnats du monde de breakdance et termine en 10e position. En septembre 2022, elle déménage à Paris et rejoint l'Institut national du sport, de l'expertise et de la performance (INSEP) pour s’y entraîner avec cinq autres breakdancers de l’équipe de France. En juin 2024, elle se qualifie à Budapest, obtenant son ticket pour les Jeux olympiques d'été de 2024. Elle s’inspire des influences de ses origines cubaines pour ses mouvements et sa danse, qui comprend notamment des pas de salsa.

## Vie privée
Elle est  diplômée d’un DUT en gestion des entreprises et des administrations qu'elle a préparé à l'Institut universitaire de technologie de Montpellier-Sète entre 2020 et 2022.